# Asplenium austrobrasiliense
Asplenium austrobrasiliense é uma espécie de planta do gênero Asplenium e da família Aspleniaceae.

## Taxonomia
A Asplenium austrobrasiliense é uma samambaia encontrada em áreas de florestas úmidas atlânticas.

## Conservação
A espécie faz parte da Lista Vermelha das espécies ameaçadas do estado do Espírito Santo, no sudeste do Brasil. A lista foi publicada em 13 de junho de 2005, por intermédio do decreto estadual nº 1.499-R.

## Distribuição
Segundo levamento realizado pelo Instituto de Pesquisas do Jardim Botânico do Rio de Janeiro, a espécie está presente em quatro estados brasileiros: Bahia, Espírito Santo, São Paulo e Rio de Janeiro.